# Glenn Martin

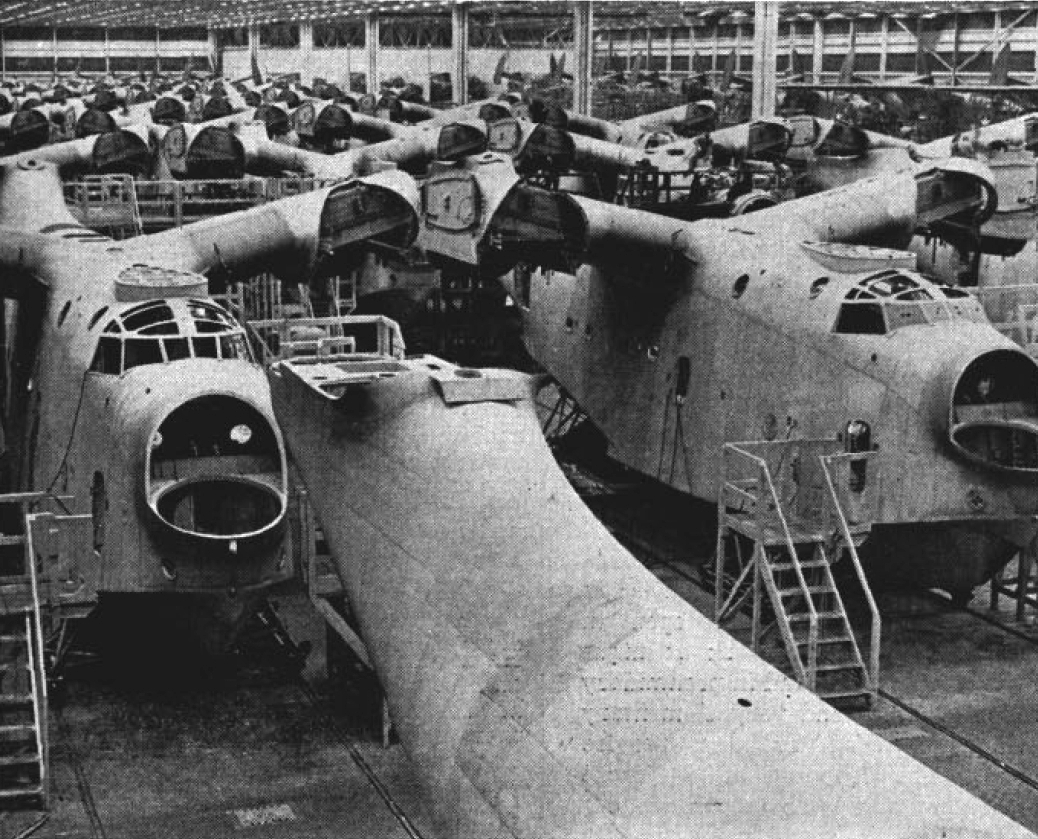
Productiehal van de PBM Mariner in Baltimore (Maryland) (ca. 1944)

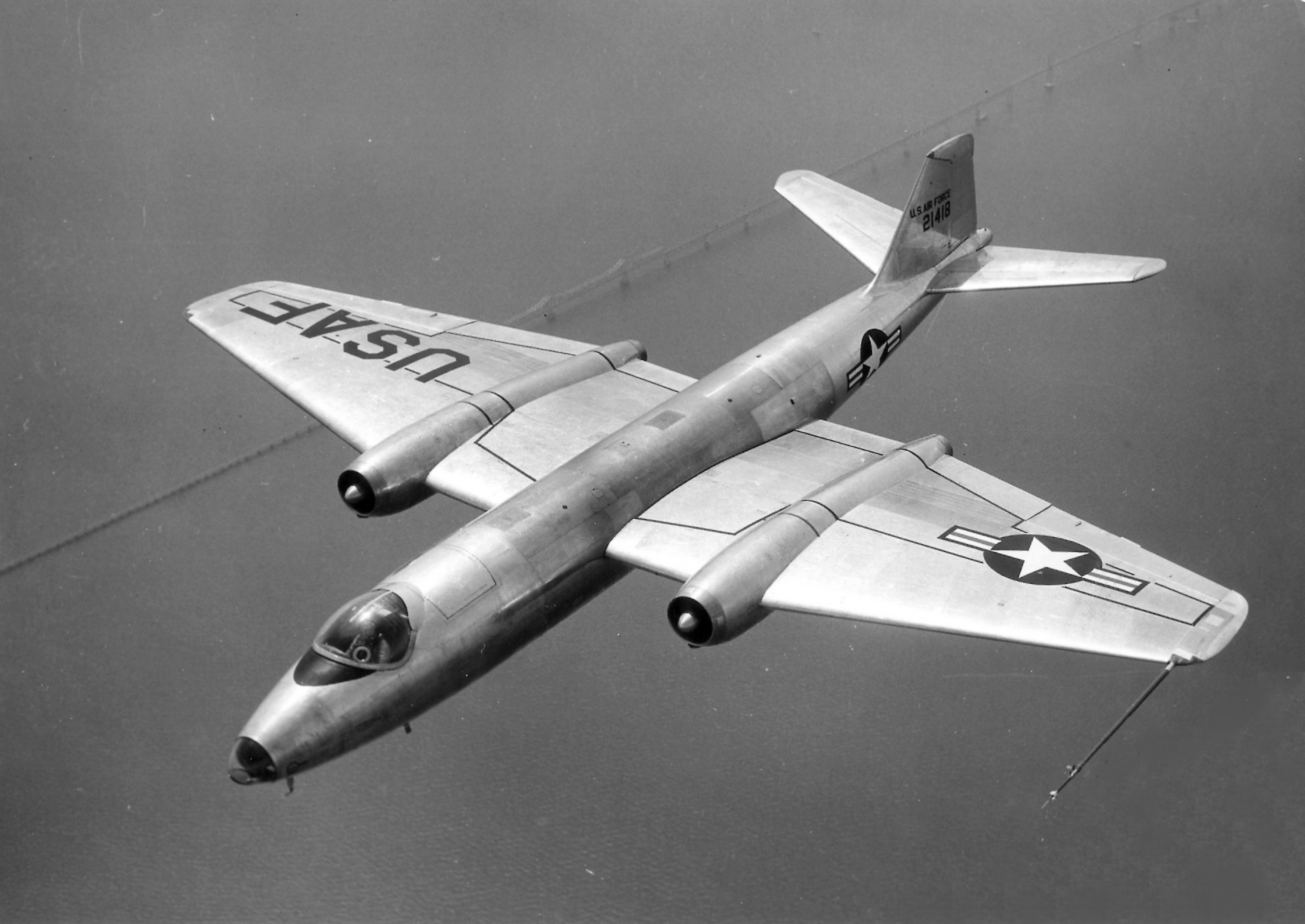
Martin B-57A (1953)

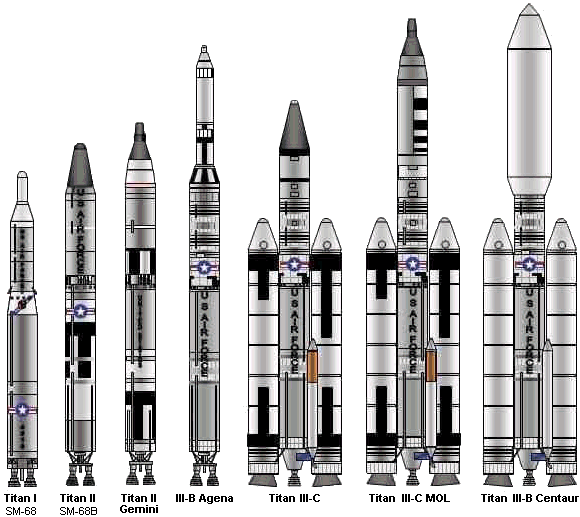
Verschillende versies Titan raketten

Glenn Martin was een vliegtuigfabriek die begon in Santa Ana (Californië) in de Verenigde Staten van Amerika en gesticht werd door Glenn Luther Martin (1886-1955). Vele bekende vliegtuigbouwers (Boeing, Douglas, Bell, McDonnell) hebben bij hem het vak geleerd. In 1928 verhuisde de fabriek naar Baltimore. Het bedrijf heeft bestaan vanaf 1909 tot in 1960 en heeft meer dan 11.000 vliegtuigen gebouwd. In 1961 fuseerde het met Marietta tot Martin Marietta, dat op zijn beurt in 1995 fuseerde met Lockheed tot Lockheed Martin.

## Geschiedenis
De Glenn L. Martin Company werd op 16 augustus 1912 opgericht door luchtvaartpionier Glenn Luther Martin (1886-1955). Hij begon in Santa Ana (Californië) met het maken van militaire trainingsvliegtuigen. Vier jaar later, in september 1916, fuseerde zijn bedrijf met Wright Company en de twee gingen tezamen verder als Wright-Martin Aircraft Company. Martin was hoofd van de vliegtuigafdeling geworden, maar dit kreeg binnen het bedrijf minder prioriteit dan de vliegtuigmotorafdeling. Een jaar later vertrok Glenn Martin om op 10 september 1917 een tweede bedrijf op te richten met dezelfde naam. Dit bedrijf had zijn hoofdkantoor in Cleveland (Ohio) aan het Eriemeer. 
Ze leverde de eerste vliegtuigen aan de Proefvliegafdeling van het KNIL. De eerste versie was met drijvers, waardoor de aanleg van dure vliegvelden niet nodig was. De eerste vlucht hiermee was op 6 november 1915. De volgende typen werden door de KNIL gekocht: twee stuks TE (later TA geheten), zes stuks TT en acht stuks R. Al snel werden ze alle met vaste wielen uitgerust.
Het eerste grote succes kwam tijdens de Eerste Wereldoorlog met de MB-1 bommenwerper. Dit was een grote tweedekker besteld door het Amerikaanse leger op 17 januari 1918. De MB-1 kwam te laat in dienst, de oorlog was inmiddels afgelopen en de MB-1 heeft geen strijd geleverd. Van een vervolgontwerp, de MB-2, werden 20 exemplaren besteld. Er kwam nog een vervolgorder voor 110 stuks, maar het Amerikaanse ministerie van Oorlog liet deze door andere fabrikanten maken. 
In 1924 maakte de Martin Company 404 exemplaren van een verkenningsbommenwerper van Curtiss, de SC-1. In de winter was het Eriemeer deels bevroren waardoor het testen van watervliegtuigen niet kon doorgaan, dit was een reden om in 1928 te besluiten te verhuizen naar Baltimore (Maryland). In 1929 werd de nieuwe fabriek in Middle River (Maryland) geopend.
In de jaren dertig bouwde Martin vliegboten voor de Amerikaanse marine en de innovatieve Martin B-10 bommenwerper voor het leger. Martin produceerde ook de bekende China Clipper-vliegboten die door Pan American Airways werden gebruikt voor de transpacific-route tussen San Francisco en de Filipijnen.
Tijdens de Tweede Wereldoorlog behaalde het bedrijf successen met de bommenwerpers B-26 Marauder en A-22 Maryland. De vliegboten PBM Mariner en JRM Mars werden veelvuldig gebruikt voor reddingsacties op zee, voor de onderzeebootbestrijding en transport van mensen en materieel. Martin stond op de 14e plaats van Amerikaanse bedrijven wat betreft de waarde van productiecontracten in oorlogstijd. Op de piek in 1943 telde het bedrijf 53.000 medewerkers. Het maakte 1585 B-26 Marauders en 531 exemplaren van de Boeing B-29 Superfortress in zijn nieuwe bommenwerperfabriek in Nebraska. Martin maakte bekende B-29’s vliegtuigen zoals Enola Gay en Bockscar, die de atoombommen lieten vallen op Hiroshima en Nagasaki. 
Na de oorlog mislukten twee projecten voor nieuwe bommenwerpers, de XB-48 en de XB-51. De AM Mauler was iets beter, en in 1951 kreeg Martin de opdracht voor de bouw van meer dan 400 stuks van de Amerikaanse versie van de Britse Canberra tactische bommenwerper. Verder maakte het watervliegtuigen zoals de P5M Marlin en de Martin P6M SeaMaster. De Martin 4-0-4 was een tweemotorig passagiersvliegtuig.
Op 22 april 1957 werd de bedrijfsnaam gewijzigd in The Martin Company.
The Martin Company betrad ook de ruimtevaart. Het produceerde de Vanguardraket en ook de grote Titan I en LGM-25C Titan II intercontinentale raketten (ICBM's). De vestiging in Florida was de hoofdaannemer voor de Pershingraket van het Amerikaanse leger.
The Martin Company ging verder met de productie van grotere booster-raketten voor de National Aeronautics and Space Administration (NASA) en de Amerikaanse luchtmacht met zijn Titan III-serie waarvan er meer dan 100 zijn gemaakt. Naast honderden aardsatellieten waren deze raketten essentieel voor het naar de ruimte sturen van de twee ruimtesondes van het Voyagerproject naar de buitenplaneten. De Titan IV was de grootste raket en kon een zwaardere lading in een baan om de aarde brengen dan enig andere raket in productie. De Titan IV bleef tot 2004 in productie.
De Martin Company fuseerde in 1961 met de American-Marietta Corporation, een fabrikant van chemische producten en bouwmaterialen, om de Martin Marietta Corporation te vormen.

## Vliegtuigtypen van Glenn Martin
- Pusher (1909)
- Glenn Martin TE/TT/R (1914-1917)
- NBS-1
- MB-1
- MB-2
- MO-1
- M20-1
- MS-1
- NT-1
- N2M-1
- SC-1 + 2
- T3M-1 + 2
- T4M-1
- XT5M-1
- PM-1 + 1B + 2
- XP2M-1
- P3M-1 + 2
- XT6M-1
- BM-1 + 2
- B-10
- YB-12
- 130 (China Clipper)
- 145

- 146
- 156/163 (Grote Clipper)
- 167
- PBM Mariner (vliegboot)
- 167 (bommenwerper)
- JRM Mars (vliegboot)
- JRM-1 + 2 + 3 (vliegboot)
- B-26 (bommenwerper)
- XB-27
- B-33 (bommenwerper)
- B-35 (bommenwerper)
- XA-23/ A-30 (lichte bommenwerper)
- B-29 (atoombommenwerper)

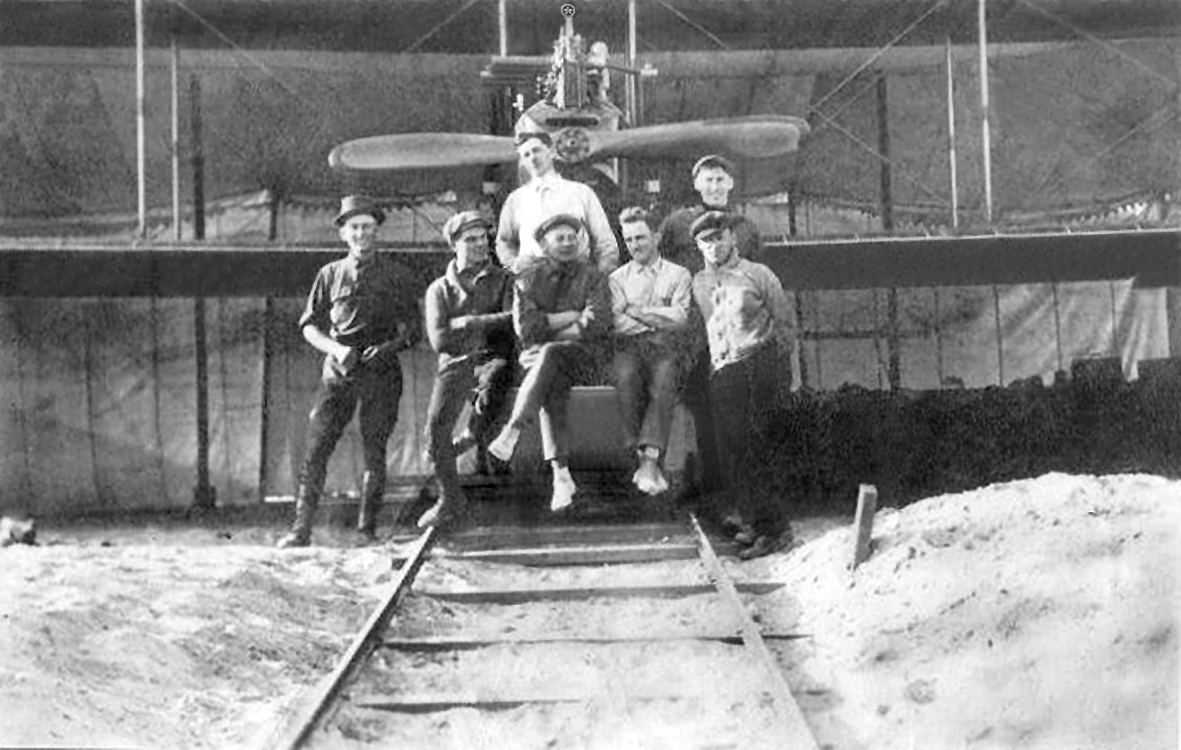
Martin TT van het KNIL in 1917 tijdens het proefvliegen in Amerika

- 2-0-2/3-0-3/4-0-4 (passagiersvliegtuig)
- XBTM-1/AM-1
- XB-48 (bommenwerper)
- P4M-1 (patrouillevliegtuig)
- XB-51 (tactische bommenwerper)
- B-57 Canberra (tactische bommenwerper)
- Martin P5M Marlin (vliegboot)
- P6M SeaMaster
- Diverse raketten (waaronder Titan I en Titan II) en experimentele vliegtuigen